# Abinger Hammer
 (novembre 2023).
Pour les articles homonymes, voir Abinger et Hammer.
Abinger Hammer est une localité anglaise du Surrey située au sud-ouest du centre de Londres.